# Eastend
Eastend är en ort i Kanada.   Den ligger i provinsen Saskatchewan, i den södra delen av landet, 2 500 km väster om huvudstaden Ottawa. Eastend ligger 910 meter över havet och antalet invånare är 527.
Terrängen runt Eastend är platt åt sydost, men åt nordväst är den kuperad. Eastend ligger nere i en dal. Trakten runt Eastend är nära nog obefolkad, med mindre än två invånare per kvadratkilometer.. 
Trakten runt Eastend består i huvudsak av gräsmarker.